# 彼得罗巴甫洛夫斯克号铁甲舰
“彼得罗巴甫洛夫斯克”号铁甲舰（俄语：Петропавловск）是19世纪末俄罗斯帝国海军的一艘22门炮装甲巡航舰。该舰最初被计划建造成一艘58门炮木制巡防舰，但在建造过程中被改造成一艘铁甲舰。该船于19世纪60年代至70年代期间担任波罗的海舰队旗舰。1885年退役，直到1892年才售出拆解。

## 描述
“彼得罗巴甫洛夫斯克”号的垂标间距为300英尺（91.4），舷宽50英尺4英寸（15.3），舰首吃水深22英尺2英寸（6.8），舰尾吃水24英尺（7.3），排水量为6,040長噸（6,140公噸），舰首安装了一个钝铁制撞角。“彼得罗巴甫洛夫斯克”号被认为适航性优异，舰上共有680名军官和士兵。
该舰装有由圣彼得堡贝尔德工厂制造的水平回程连杆蒸汽机。舰载数量不详的矩形锅炉输出蒸汽以驱动一具四叶螺旋桨。在海试期间，发动机产生的总功率为2,805匹指示馬力（2,092千瓦特），最大航速达到11.8節（21.9每小時；13.6英里每小時）。该舰最多可装载载375長噸（381公噸）煤炭，但其续航能力未见记载。随舰设置有三根桅杆并配备全帆装具。
作为一艘重型巡防舰，“塞瓦斯托波尔”号计划装备54门俄罗斯当时最强大的7.72英寸（196）60磅滑膛炮，以及4门36磅滑膛炮。但是在改建为铁甲舰时，爱建的武器装备被更改为22门8英寸（203）线膛炮和2门60磅炮，其中所有的8英寸炮都位于下层甲板，而60磅炮则被安装在上层甲板作为追击炮。此后，上层甲板又被加装了2门60磅炮。1877年，其上层甲板的武器装备被更换为1门8英寸炮、1门6英寸（152）和10门3.4英寸（86）膛线炮。
全舰的整个侧面都包覆有锻铁装甲，这些装甲在吃水线以下延伸5英尺2英寸（1.6）。舰舯部装甲厚4.5英寸（114），装甲后面衬有10英寸（254）厚的柚木。舰体前后两端50英尺（15.2）开始的侧面装甲逐渐减薄到3英寸（76），背后衬有6英寸厚的柚木。

## 建造和服役
“彼得罗巴甫洛夫斯克”号得名自克里米亚战争期间的彼得罗巴甫洛夫斯克围城战。该舰于1861年1月12日在圣彼得堡新海军部造船厂安放龙骨时，是一艘58门炮重型巡防舰。1861年10月29日，该舰在建造中途被重新设计（改装为）一艘22门炮装甲巡航舰。该船最终于1865年8月15日下水，并于1867年8月1日服役。在19世纪60年代至70年代，“彼得罗巴甫洛夫斯克”号一直都担任波罗的海舰队的旗舰。1869年8月15日，该舰与铁甲舰“克里姆林宫”号、“佩尔维涅茨”号战列舰、巡航舰“奥列格”号以及护卫舰“勇士”号一起在霍格兰海岸参加演习。期间，“克里姆林宫”号撞上了“奥列格”号，致使舰上445名船员中有16人遇难。“彼得罗巴甫洛夫斯克”号在事故中协助救起了部分幸存者。1871年9月13日，该舰与俄罗斯商船“达姆罗斯基”号（Damrowsky）在雷瓦尔附近相撞，导致商船的索具受损。同年9月，该舰又与英国商船“黄道”号（Ecliptic）相撞。该舰于1885年6月15日退役，并于1892年1月4日被从海军名单中除名，随后被当作废铁出售。

## 脚注

### 出处
1. ↑  张恩东 (2018)，第1頁.
2. 1 2 3 4  Gardiner (1979)，第173頁.
3. 1 2 3  Russian Ironclad Frigates Sevastopol and Petropavlovsk (1970)，第415頁.
4. 1 2 3 4 5  Tredea & Sozaev (2010)，第414頁.
5. ↑  Watts (1990)，第67頁.
6. ↑  Silverstone (1984)，第381頁.
7. ↑  . Pall Mall Gazette (1416) (London). 26 August 1869.
8. ↑  . The Standard (14061) (London). 27 August 1869: 5.
9. ↑  . Glasgow Herald (9905) (Glasgow). 30 September 1871.
10. ↑  . Glasgow Herald (9924) (Glasgow). 21 October 1871.